# Brvnik (Domaljevac-Šamac)
Pour les articles homonymes, voir Brvnik.
Brvnik (en serbe cyrillique : Брвник) est un village de Bosnie-Herzégovine. Il est situé dans la municipalité de Domaljevac-Šamac, dans le canton de la Posavina et dans la fédération de Bosnie-et-Herzégovine. Selon les premiers résultats du recensement bosnien de 2013, il compte 42 habitants.
Avant la guerre de Bosnie-Herzégovine, le village faisait partie de la municipalité de Bosanski Šamac, aujourd'hui Šamac en république serbe de Bosnie ; à la suite des accords de Dayton (1995), il a été rattaché à la municipalité de Domaljevac-Šamac nouvellement créée et intégrée à la Fédération de Bosnie-et-Herzégovine.

## Démographie

### Évolution historique de la population
| 1948 | 1953 | 1961 | 1971 | 1981 | 1991 | 2013 |
| ---- | ---- | ---- | ---- | ---- | ---- | ---- |
| -    | -    | 681  | 687  | 628  | 609  | 42   |

|  |